# 下馬木忠綱
下馬木 忠綱 （しもまき ただつぐ）は、仁多郡大馬木（現在の島根県仁多郡奥出雲町大馬木）の一部を支配した豪族・武士、小林館主、馬木氏綱の子孫かつ庶子家の当主、讃岐守。別の姓は馬木（まき）。馬木道綱、馬木乗綱、馬木孝綱の三代にわたって仕えた。

## 生涯
宗家に伝わる「馬木系図」によれば山名氏の子孫である馬木氏綱の三男・馬木綱頼を祖とする庶子家の子孫とされる。しかしその後数代にわたって系図が不詳であり、忠綱の父（養父とする説もある）は「下馬木讃岐守応綱」と留守居の連判状に記されるのみで、それ以前の人物は一切不明である。天正3年（1575年）、尼子氏から独立を計り誅された人物として「下馬木讃岐守」が見られるが、これが忠綱本人かは判明していない。 年代を考慮して、これは忠綱の子ではないかとする説がある。